# 塔罗 (约讷省)
塔罗（法語：Tharot，法語發音：[taʁo]）是法国勃艮第-弗朗什-孔泰大区约讷省的一个市镇，位于该省南部，属于阿瓦隆区。

## 地理
塔罗（47°31'40"N, 3°51'33"E）面积2.35 平方千米，位于法国勃艮第-弗朗什-孔泰大區约讷省，该省份为法国中北部内陆省份，西接卢瓦雷省，西北接塞纳-马恩省，南至涅夫勒省，东临科多尔省，东北与奥布省接壤。
与塔罗接壤的市镇（或旧市镇、城区）包括：阿奈拉科特、阿内奥、日罗勒。

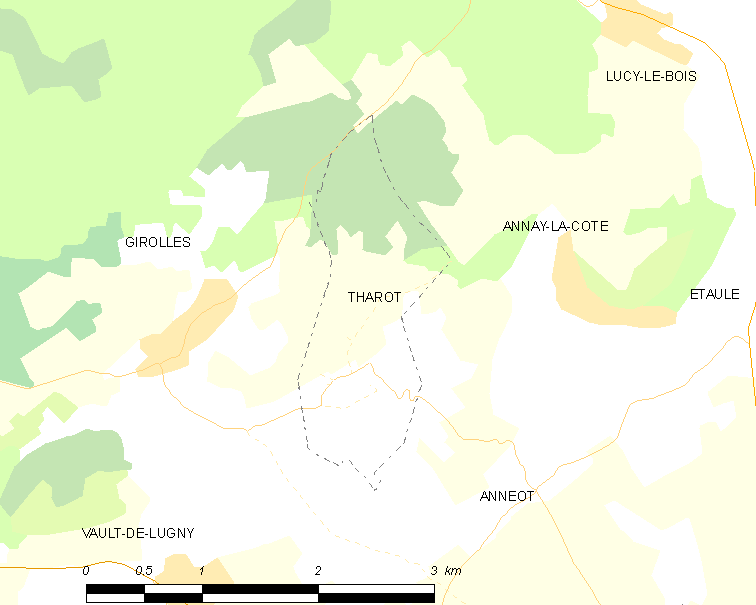
的OSM定位图

塔罗的时区为UTC+01:00、UTC+02:00（夏令时）。

## 行政
塔罗的邮政编码为89200，INSEE市镇编码为89410。

## 政治
塔罗所属的省级选区为阿瓦隆县。

## 人口

1962-2008年间人口变化图示

塔罗于2022年1月1日时的人口数量为111人。